# 旧粟野中学校校舎
旧粟野中学校校舎（きゅうあわのちゅうがっこうこうしゃ）は栃木県鹿沼市にある建造物である。

## 概要
粟野町立粟野中学校の校舎として1949年に建造。2003年まで用いられ、56年間にわたり約4,500名の卒業生を送り出した。なお1960年には校舎一部が増築されている。本校舎部分は木造2階建、瓦葺、建築面積755 m2。2016年に登録有形文化財（建造物）に登録された。
現在は、映画やドラマ、CMなどのロケに使用されるほか、芸術祭「Awano夢咲くArtFestival」やコスプレ撮影会などにも利用されている。

## 撮影作品
参照：「鹿沼フィルムコミッション」（鹿沼市）
|                  | タイトル                                      | 放送局     | 公開・放送日        |
| ---------------- | --------------------------------------------- | ---------- | ------------------- |
| 映画             | 永遠の0                                       | –          | 2013年              |
| 映画             | あの花が咲く丘で、君とまた出会えたら。        | –          | 2023年              |
| ドラマ           | 南極大陸                                      | TBS        | 2011年              |
| ドラマ           | 恋仲                                          | フジテレビ | 2015年              |
| ドラマ           | いだてん〜東京オリムピック噺〜                | NHK        | 2019年6月9日        |
| ドラマ           | 少年寅次郎                                    | NHK        | 2019年11月9日、16日 |
| ドラマ           | 風よあらしよ                                  | NHK BS8K   | 2022年3月31日       |
| ドラマ           | セイコグラム 転生したら戦時中の女学生だった件 | NHK        | 2022年8月15日       |
| ドラマ           | ユニコーンに乗って                            | TBS        | 2022年8月16日       |
| ドキュメンタリー | 沁みる夜汽車 2021夏                           | NHK BS1    | 2021年9月26日       |
| TVCM             | 養命酒「養命先生のいる街、疲れ編」            | –          | 2021年6月 -         |
| TVCM             | 養命酒「養命先生のいる街、夏を乗りきる編」    | –          | 2022年6月 -         |

## ギャラリー
- 校内でもっとも古い意匠を残す教室
- 旧粟野中学校中央口